# Laura Coombs
Laura Coombs, née le 29 janvier 1991 à Gravesend, est une footballeuse internationale anglaise qui joue comme milieu de terrain pour Manchester City en FA WSL.
Elle évolue également avec l'équipe nationale d'Angleterre depuis 2015. Elle fait partie de l'équipe anglaise finaliste de la Coupe du monde 2023.

## Palmarès

### En club
Chelsea
- Championnat d'Angleterre féminin : 2014-2015
- FA Women's Cup : 2014-2015

Manchester City
- FA Women's Cup : 2019-2020[1]
- FA Women's League Cup : 2021–2022

### Sélection
Équipe d'Angleterre
- Vainqueur de la Finalissima féminine : 2023
- Finaliste de la Coupe du monde : 2023